# Von Anfang an
Von Anfang an ist das erste Kompilationsalbum der deutschen Pop-Rock-Band Münchener Freiheit. Es erschien im Februar 1986. Es ist die erste Albumveröffentlichung der Band, die die Charts erreichte und zugleich ihr am zweithöchsten platziertes Album.

## Entstehung und Artwork
Nach einer Deutschlandtournee mit über 80 Auftritten hatte die Band im November 1985 die Single Ohne dich (schlaf ich heut Nacht nicht ein) herausgebracht, eines von drei neuen Stücken, das zu dieser Zeit in Zusammenarbeit mit dem Produzenten Armand Volker entstand. Die Band entschied sich, diese drei Stücke, Ohne dich, Tausendmal du und Wenn das so einfach ist... zusammen mit ausgewählten Songs der ersten drei Studioalben als Kompilation zu veröffentlichen. Die Stücke wurden zum Teil in einer neuen Version (Ich steh’ auf Licht), als Remix (Herzschlag ist der Takt) oder als Liveversion (Zeig mir die Nacht) auf dem Album veröffentlicht. Der Albumtitel weist nicht nur auf die Zusammenfassung der ersten drei Alben hin, er wird auch im neuen Song Wenn das so einfach ist... an prominenter Stelle gesungen.
Die Musik der neuen Stücke stammt im Wesentlichen vom Songwriting-Duo Stefan Zauner und Aron Strobel, wobei bei Ohne dich Michael Kunze und bei Tausendmal du Armand Volker mitwirkte.
Das Cover des Albums zeigt die Bandmitglieder in Einzelfotos auf schwarzem Hintergrund und mit blauen Schriftzügen. Es wurde von W.A. Motzek gestaltet, die Fotos stammen von Fryderyk Gabowicz.

## Veröffentlichung
Das Album erschien im Februar 1986. Vorab im November 1985 wurde die erste Single Ohne dich (schlaf ich heut Nacht nicht ein) veröffentlicht, ein Nummer-eins-Erfolg in Österreich und der Schweiz und auf Platz zwei in Deutschland. Im März 1986 folgte Tausendmal du. Die Single erreichte ebenfalls die Top Ten in Deutschland und Österreich.
Einige Stücke erschienen 1987 auf dem englischsprachigen Album Romancing in the Dark (als „Freiheit“), etwa Tausendmal du als Baby It’s You und Ohne dich als Every Time. Das Album konnte in Norwegen, Schweden und den Niederlanden die Charts erreichen.

## Titelliste
| Nr. | Titel                                       | Länge |
| --- | ------------------------------------------- | ----- |
| 1.  | Ohne dich (schlaf ich heut Nacht nicht ein) | 4:07  |
| 2.  | Wenn das so einfach ist...                  | 4:38  |
| 3.  | Ich steh’ auf Licht (Version 2)             | 3:23  |
| 4.  | Nacht über Deutschland                      | 2:48  |
| 5.  | Tausendmal du                               | 3:34  |
| 6.  | Zeig mir die Nacht (Live)                   | 3:30  |
| 7.  | SOS                                         | 4:01  |
| 8.  | Herzschlag ist der Takt (Remix)             | 4:42  |
| 9.  | Rumpelstilzchen                             | 3:03  |
| 10. | Tochter der Venus (CD-Bonus)                | 3:37  |
| 11. | Oh Baby                                     | 3:23  |

## Rezeption
Das Album erreichte Platz sechs der deutschen Charts, es war 29 Wochen platziert, vom 10. März 1986 bis zum 22. September 1986. In Österreich schaffte es das Album bis auf Platz 13 (18 Wochen) und in der Schweiz auf Platz sechs (14 Wochen). Das Album wurde mit einer Goldenen Schallplatte zertifiziert.
| Land/Region        | Auszeichnungen für Musikverkäufe (Land/Region, Auszeichnung, Verkäufe) | Verkäufe |
| ------------------ | ---------------------------------------------------------------------- | -------- |
| Deutschland (BVMI) | Gold                                                                   | 250.000  |
| Insgesamt          | 1× Gold ·                                                              | 250.000  |